# Play (letecká společnost)
Fly Play hf. (stylizovaná jako PLAY) je islandská nízkonákladová letecká společnost se sídlem v hlavním městě Reykjavíku, která provozuje flotilu letadel Airbus A320neo s centrálou na mezinárodním letišti v Keflavíku. Měsíčně přepraví až 200 000 pasažérů. Celkově létají na více než 37 letišť.